# Église Saint-Quentin d'Athies-sous-Laon
L'église Saint-Quentin est une église située à Athies-sous-Laon, en France.

## Description
L’église Saint-Quentin est très ancienne. Les chapiteaux du chœur et les fonts baptismaux sont romans, le plan roman primitif. Elle fut maintes fois remaniée et restaurée. La voute du portail, très ouvragée, est un ajout du XIXe siècle.

## Localisation
L'église est située sur la commune de Athies-sous-Laon, dans le département de l'Aisne.

## Historique

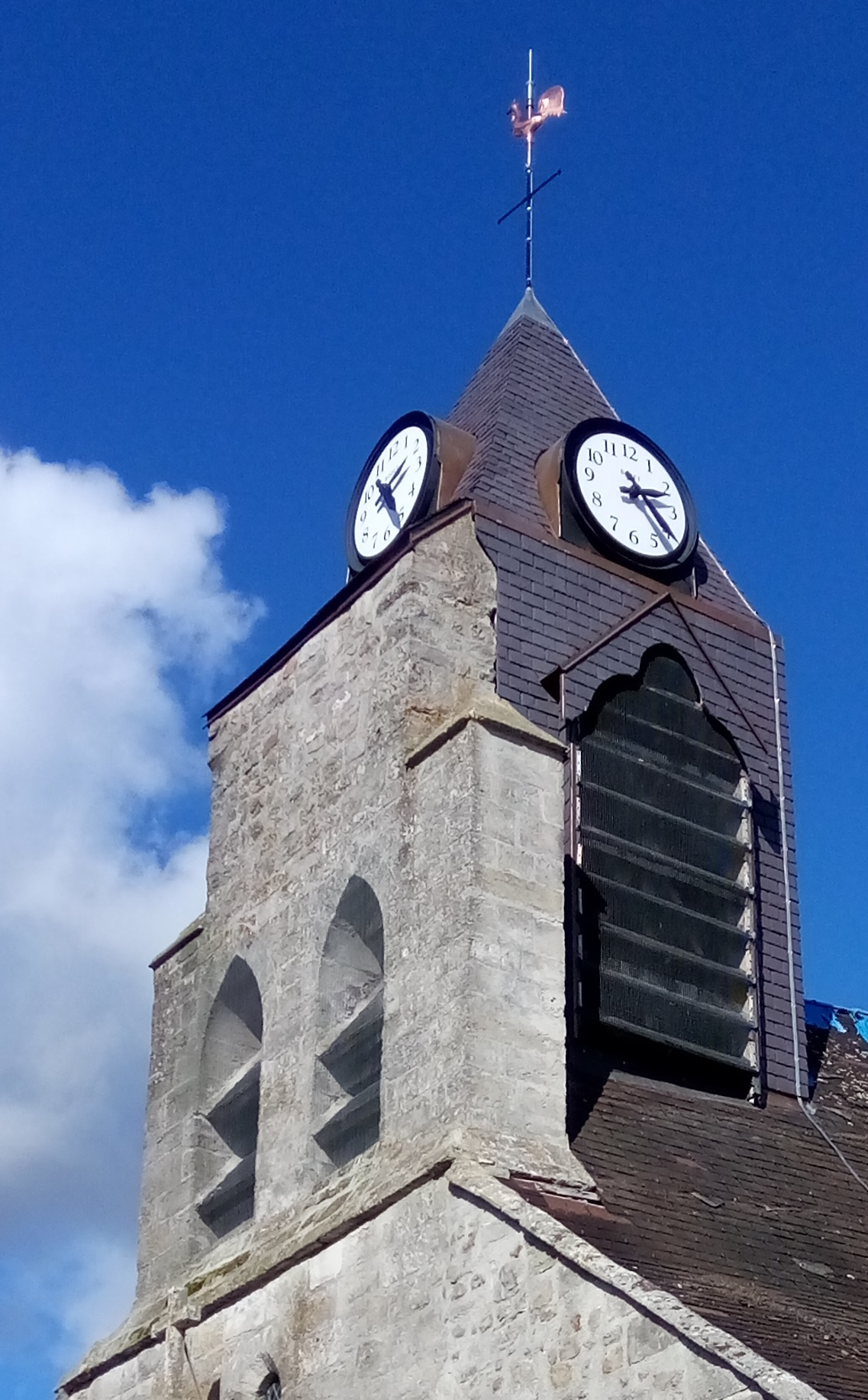
Clocher après réfection (octobre 2017).

Le vendredi 17 juin 2016 à 15h15, un éclair a pulvérisé les horloges du clocher et détruit le système électrique de l’édifice. Le clocher a été restauré depuis et a retrouvé sa splendeur en octobre 2017.